# Федеративні Штати Мікронезії на літніх Олімпійських іграх 2012
Федеративні Штати Мікронезії на літніх Олімпійських іграх 2012 представляли 6 спортсменів 4 видах спорту.

## Легка атлетика
Спортсменів — 2
Чоловіки
| Дисципліна | Спортсмен   | Попередній раунд | Попередній раунд | Чвертьфінали | Чвертьфінали | Півфінали  | Півфінали  | Фінал      | Фінал      |
| Дисципліна | Спортсмен   | Результат        | Місце            | Результат    | Місце        | Результат  | Місце      | Результат  | Місце      |
| ---------- | ----------- | ---------------- | ---------------- | ------------ | ------------ | ---------- | ---------- | ---------- | ---------- |
| 100 м      | Джон Говард | 11,05            | 5                | Не пройшов   | Не пройшов   | Не пройшов | Не пройшов | Не пройшов | Не пройшов |

Жінки
| Дисципліна | Спортсмен       | Попередній раунд | Попередній раунд | Чвертьфінали | Чвертьфінали | Півфінали  | Півфінали  | Фінал      | Фінал      |
| Дисципліна | Спортсмен       | Результат        | Місце            | Результат    | Місце        | Результат  | Місце      | Результат  | Місце      |
| ---------- | --------------- | ---------------- | ---------------- | ------------ | ------------ | ---------- | ---------- | ---------- | ---------- |
| 100 м      | Міхтер Вендолін | 13,67            | 8                | Не пройшов   | Не пройшов   | Не пройшов | Не пройшов | Не пройшов | Не пройшов |

## Плавання
Спортсменів — 2
У наступний раунд на кожній дистанції проходять найкращі спортсмени за часом, незалежно від місця зайнятого в своєму запливі.
Чоловіки
| Змагання      | Спортсмен    | Попередні запливи | Попередні запливи | Півфінали  | Півфінали  | Фінал      | Фінал      |
| Змагання      | Спортсмен    | Результат         | Місце             | Результат  | Місце      | Результат  | Місце      |
| ------------- | ------------ | ----------------- | ----------------- | ---------- | ---------- | ---------- | ---------- |
| 50 м на спині | Керсон Гедлі | 24,82             | 40                | Не пройшов | Не пройшов | Не пройшов | Не пройшов |

Жінки
| Змагання       | Спортсмен     | Попередні запливи | Попередні запливи | Півфінали  | Півфінали  | Фінал      | Фінал      |
| Змагання       | Спортсмен     | Результат         | Місце             | Результат  | Місце      | Результат  | Місце      |
| -------------- | ------------- | ----------------- | ----------------- | ---------- | ---------- | ---------- | ---------- |
| 100 м на спині | Дебра Даніель | 30,32             | 56                | Не пройшов | Не пройшов | Не пройшов | Не пройшов |

## Важка атлетика
Спортсменів — 8
Чоловіки
| Категорія | Спортсмен         | Вага | Ривок | Ривок | Ривок | Поштовх | Поштовх | Поштовх | Всього | Місце |
| Категорія | Спортсмен         | Вага | 1     | 2     | 3     | 1       | 2       | 3       | Всього | Місце |
| --------- | ----------------- | ---- | ----- | ----- | ----- | ------- | ------- | ------- | ------ | ----- |
| до 62 кг  | Мануель Мінгінфел | 62   | 122   | 127   | 130   | 158     | 158     | 158     | 285    | 10    |

## Боротьба
Чоловіки
Греко-римська боротьба
| Змагання | Спортсмени     | Кваліфікація              | Перший раунд       | Другий раунд       | Чвертьфінал        | Півфінал           | Фінал              | Місце |
| Змагання | Спортсмени     | Суперник Результат        | Суперник Результат | Суперник Результат | Суперник Результат | Суперник Результат | Суперник Результат | Місце |
| -------- | -------------- | ------------------------- | ------------------ | ------------------ | ------------------ | ------------------ | ------------------ | ----- |
| до 84 кг | Кейтані Грехем | Беттс (USA) Поразка 0-3PO | Не пройшов         | Не пройшов         | Не пройшов         | Не пройшов         | Не пройшов         | 20    |